# 努秘
/ˈnjuːmɪnəs/，在中文里被稱作努秘，是一個英語形容詞，來自拉丁語中的「numen」一詞，後者意即「精神或宗教情緒的激發」，「神秘而令人敬畏」。

## 起源
英語形容詞在17世紀源自意味著「神明」或「在某種物質或空間之上的靈魂」的拉丁語單詞「numen」，以在古羅馬宗教中的使用尤甚。其以與相關聯之事物爲涵義，代表了神性的力量、存在或顯現。
從詞源學上講，該詞與伊曼努尔·康德的本體（noumenon）理論并無直接聯係——後者源自希臘語，指所有事物之下一種不可知的現實。

## 使用
哲學家魯道夫·奧托用這個詞匯來代表扣除神聖中的「道德」和「理性」之後所遺留下來之物。